# Храми Тернополя
Станом на травень 2023 року в Тернополі діє більше 50-ти церков та молитовних домів різних конфесій.

## Нині діючі храми

### Католицизм

#### Римсько-католицька церква в Україні
| Назва                                                    | Конфесія | Роки спорудження | Розташування                 | Фото | Короткі відомості |
| -------------------------------------------------------- | -------- | ---------------- | ---------------------------- | ---- | ----------------- |
| Костел Божого милосердя і Божої Матері Неустанної Помочі | РКЦ      | 1999-2009        | проспект Степана Бандери, 57 |      |                   |
| Каплиця Воскресіння Господнього                          | РКЦ      | 1861-1865        | вул. Микулинецька, 40        |      |                   |

#### Українська греко-католицька церква

##### Церкви
| Назва                                               | Конфесія | Роки спорудження | Розташування                          | Фото | Короткі відомості |
| --------------------------------------------------- | -------- | ---------------- | ------------------------------------- | ---- | --- |
| Собор Непорочного Зачаття Пресвятої Богородиці      | УГКЦ     | 1749-1779        | вул. Гетьмана Сагайдачного, 14        |      | Архикатедральний Собор |
| Церква Успіння Пресвятої Богородиці                 | УГКЦ     | поч. 1990-их     | вул. Князя Острозького, 55            |      | У 1636 р. було зведено дерев'яну Монастирську церкву, згодом, в 1836 р. на цьому місці - нову, муровану церкву, що знаходилась у Микуленецькій частині міста. Приміщення цієї церкви кардинально зруйнували у 1962 р., і відбудували парафіяни на початку 90-х років. Обслуговують монахи Редемптористи |
| Церква Матері Божої Неустанної Помочі               | УГКЦ     | 2000             | бульв. Данила Галицького, 1Б          |      | Обслуговують монахи Редемптористи |
| Церква Святого Архістратига Михаїла                 | УГКЦ     |                  | вул. 15 Квітня, 1                     |      | Архітектор храму - Дзюбінський С. М. Закінчив будову парох о. Я. Онищук |
| Церква Зарваницької Божої Матері                    | УГКЦ     | 2008             | Старий Парк вул. Петрушевича, 1       |      | |
| Церква Святих Володимира і Ольги                    | УГКЦ     |                  | вул. Гетьмана Пилипа Орлика, 1А       |      | Розпочав будову парох о.-декан Р. Цюпка |
| Церква святого апостола Петра                       | УГКЦ     |                  | вул. Володимира Великого, 1А          |      | Обслуговують монахи Францискани «менші» |
| Церква Всіх святих Українського народу              | УГКЦ     |                  | вул. 15 Квітня, 37А                   |      | Архітектор храму - С. М. Дзюбінський, конструктор - Ю. Л. Зімельс. Виготовлення документації розпочалося 2001 р. Наріжний камінь було освяченно владикою Михаїлом Сабригою 2004 р. Будова храму розпочалася в 2005 р. о.д-ром Володимиром Гриндою. Освячений владикою Василієм Семенюком 13 жовтня 2013 року. |
| Церква Різдва Івана Хрестителя                      | УГКЦ     |                  | вул. Довженка, 9А                     |      | Розпочав будову парох о. А. Івасечко |
| Церква Святого Димитрія                             | УГКЦ     |                  | вул. Микулинецька-Бічна               |      | |
| Церква Святої Софії Премудрості Божої               | УГКЦ     |                  | вул. Максима Кривоноса, 2Д            |      | |
| Церква Перенесення мощей Святого Миколая            | УГКЦ     |                  | вул. Миру-Карпенка                    |      | |
| Церква Святого Великомученика Пантелеймона Цілителя | УГКЦ     |                  | вул. Бережанська, 3А                  |      | |
| Церква Святого Івана Богослова                      | УГКЦ     | 1997-2008        | просп. Злуки, 14                      |      | Будівництво храму розпочалося 18 травня 1997, коли о.-митрат Василь (Семенюк) освятив наріжний камінь під будівництво храму та парафіяльний хрест. 19 травня 1997 розпочалося будівництво каплиці для богослужінь, яке тривало 2 роки. У травні 1999 відбулася архиєрейська Літургія, яку відслужив владика Михаїл Сабрига. Після її закінчення відбулося освячення каплиці св. ап. Івана Богослова. 16 липня 2001 розпочалося будівництво основного храму, який спроектував Богдан Білоус. 8 листопада 2008 новозбудований храм освятив владика Василь (Семенюк). |
| Церква святого священномученика Йосафата            | УГКЦ     |                  | вул. Лучаківського, 5                 |      | 19.02.1996 р. - в ТОДА затверджено статут парафії; 26.12.1996 р. - ТМР надано земельну ділянку під будівництво храму; 10.08.1997 р. - освячено хрест на місці будівництва храму; 17.08.1997 р. - перша Свята Літургія; З0.11.1997 р. - освячено каплицю; 09.08.1998 р. - освячено наріжний камінь; 25.11.2002 р. - вхід у новозбудований храм. |
| Святого Миколая                                     | УГКЦ     |                  | вул. Тролейбусна, 14А                 |      | |
| Покрова Пресвятої Богородиці                        | УГКЦ     |                  | вул. Андрея Чайковського, 1А          |      | |
| Пресвятої Трійці                                    | УГКЦ     |                  |                                       |      | |
| Церква Вознесіння Господнього                       | УГКЦ     |                  | вул. Львівська, 34                    |      | Освячена 9 червня 2016 року. Парох - о. Василь Шафран. |
| Церква Святого апостола Андрія Первозваного         | УГКЦ     |                  | вул. Чернівецька, 46                  |      | Храм освятив владика Василій Семенюк 9.12.2012 р. |
| Церква Різдва Пресвятої Богородиці                  | УГКЦ     | ? - 2015         | вул. Київська, 2А                     |      | Храм освятив владика Василій Семенюк 20 вересня 2015 р. Адміністратор парафії - о. Йосафат Савран |
| Церква Святого Василія Великого                     | УГКЦ     | 1996-1997        | вул. Новий Світ, 14                   |      | Храм освячено на свято Василія Великого 14 січня 1997 року. Освятив єпископ Тернопільсько-Зборівський Михайло (Сабрига). Архітектор - Михайло Нетриб’як, автор іконостасу - Михайло Піцан. Парох - о. Степан Левчик. |
| Церква Покладення Ризи Пресвятої Богородиці         | УГКЦ     |                  | вул. Текстильна, 2                    |      | |
| Церква Святого Духа                                 | УГКЦ     |                  | вул. Генерала Мирона Тарнавського, 2а |      | |
| Церква святої Теклі                                 | УГКЦ     |                  | вул. Романа Купчинського, 14          |      | |
| Церква Святого Пророка Іллі                         | УГКЦ     |                  |                                       |      | |
| Церква Новомучеників українського народу            | УГКЦ     |                  |                                       |      | |

##### Монастирі
| Назва                                   | Конфесія | Роки спорудження | Розташування | Фото | Короткі відомості |
| --------------------------------------- | -------- | ---------------- | ------------ | ---- | ----------------- |
| Монастир Зіслання Святого Духа          | УГКЦ     |                  |              |      |                   |
| Монастир святого архистратига Михаїла   | УГКЦ     |                  |              |      |                   |
| Монастир Пресвятого Серця Христового    | УГКЦ     |                  |              |      |                   |
| Монастир Матері Божої Неустанної Помочі | УГКЦ     |                  |              |      |                   |
| Монастир Успіння Пресвятої Богородиці   | УГКЦ     |                  |              |      |                   |

### Православ'я

#### Православна церква України
Тернопільська єпархія ПЦУ
| Назва                                                          | Роки спорудження            | Розташування                        | Фото | Короткі відомості |
| -------------------------------------------------------------- | --------------------------- | ----------------------------------- | ---- | --- |
| Воздвиженська церква                                           | поч. 15 століття            | вул. Над Ставом, 16                 |      | митр. прот. Дмитро Лисак |
| Церква Різдва Христового                                       | липень 1602 - вересень 1608 | вул. Руська, 22                     |      | архієпископ Тихон (Петранюк) |
| Церква Різдва Пресвятої Богородиці                             |                             | вул. Клима Савура, 6                |      | Настоятель — прот. Олексій Головацький, прот. Роман Луговий. У вересні 2007 року освятив Патріарх Філарет. |
| Свято-Троїцький собор                                          |                             | проспект Злуки, 28                  |      | прот. Миколай Зінкевич |
| Кафедральний собор Святих Рівноапостольних Костянтина та Олени |                             | вул. Київська-Генерала Тарнавського |      | Настоятель — архієпископ Нестор; свящ. Олег Гах, свящ. Володимир Зубілевич, свящ. Петро Мельничук, протодиякон Юрій Коханський, диякон Андрій Вовк. 30 жовтня 2016 року наріжний камінь під майбутній собор заклав і освятив Патріарх Філарет                                         |
| Свято-Воскресенський кафедральний собор                        |                             | вул. 15 Квітня-Академіка Сахарова   |      | Настоятель — архієпископ Нестор; свящ. Сергій Загальський. 28 червня 2019 року наріжний камінь має освятити митрополит Епіфаній |
| Церква Всіх Святих землі української                           | 1994                        | вул. Винниченка 10 А                |      | прот. Ігор Болюх |
| Церква Святих Мучеників Бориса і Гліба                         |                             | вул. Білогірська                    |      | прот. Руслан Притула. Храм освятив Патріарх Філарет 30 жовтня 2016 року |
| Церква Святого Апостола Андрія Первозваного                    | 2013                        | вул. Лук'яновича                    |      | 3.03.2013 року на місці майбутньої церкви встановили хрест [Архівовано 10 серпня 2013 у Wayback Machine.], 9.06.2013 освятили капличку Матері Божої [Архівовано 9 листопада 2013 у Wayback Machine.], 16.08.2013 відслужена перша Літургія, освячений на свято Андрія 13 грудня 2013  |
| Церква Преображення Господнього                                |                             | бульвар Пантелеймона Куліша, 6      |      | прот. Богдан Комарницький, клірики: свящ. Василь Куць, свящ. Юрій Чайка |
| Церква ікони Пресвятої Богородиці                              |                             | вул. Довженка, 20                   |      | прот. Володимир Бичак. |
| Церква Введення в храм Пресвятої Богородиці                    | 2013                        | вул. Карпенка, 22А                  |      | 6 листопада 2013 року освячено наріжний камінь. прот. В'ячеслав Кізілов |
| Церква Святого Івана Хрестителя                                | від 1857 р.                 | вул. Шпитальна, 2А                  |      | прот. Ярослав Вирозуб |
| Каплиця цілителів землі української                            | 2011                        | вул. Князя Острозького, 9           |      | Міжконфесійний храм-каплиця на честь святого великомученика і зцілителя Пантелеймона, преподобного лікаря Печерського цілителя Агапіта, святителя Луки Войно-Ясенецького і Миколи Чарнецького. 23.08.2011 р. закладено наріжний камінь, 19.12.2013 р. встановлено та освячено куполи. |
| Церква Вознесіння Господнього                                  | 2014                        | вул. Злуки, 21                      |      | прот. Андрій Гаджала |
| Церква святого великомученика Юрія Переможця                   |                             | вул. Новий Світ                     |      | прот. Олег Нестайко |
| Церква святого великомученика Пантелеймона                     |                             | вул. С. Будного                     |      | свящ. Михаїл Бугай, свящ. Сергій Росіцький |
| Церква святого апостола і євангеліста Івана Богослова          |                             | вул. Леся Курбаса, 6                |      | свящ. Віталій Стефура, прот. Василь Мокрицький, прот. Василь Лопух |
| Церква Воскресіння Христового                                  |                             | вул. Академіка Сахарова, 7А         |      | прот. Іван Рацин |
| Церква Успіння Пресвятої Богородиці                            |                             | вул. Бережанська, 44                |      | |
| Церква св. рівноап. Кирила і Мефодія                           |                             | вул. Чернівецька                    |      | прот. Василій Божаківський |
| Церква св. Миколая                                             |                             | вул. Микулинецька                   |      | прот. Миколай Романюк |
| Церква святого преподобного Іова Почаївського                  |                             |                                     |      | |

#### Українська православна церква (Московський патріархат)
| Назва                                                    | Конфесія | Роки спорудження | Розташування              | Фото | Короткі відомості                               |
| -------------------------------------------------------- | -------- | ---------------- | ------------------------- | ---- | ----------------------------------------------- |
| Кафедральний собор Віри, Надії, Любові і матері їх Софії | УПЦ МП   | 2000-ні          | вул. Євгена Коновальця, 1 |      | Єдина православна церква УПЦ МП у м. Тернополі. |

### Протестантизм
| Назва                                    | Конфесія                | Роки спорудження | Розташування               | Фото | Короткі відомості |
| ---------------------------------------- | ----------------------- | ---------------- | -------------------------- | ---- | ----------------- |
| Парафія святих апостолів Івана та Якова  | Лютеранство             |                  | вул. Генерала Шухевича, 26 |      |                   |
| Новоапостольська церква                  | Новоапостольська церква |                  | вул. Збаразька, 8А         |      |                   |
| Церква Християн Віри Євангельської       | УЦХВЄ                   |                  | вул. Довженка, 4           |      |                   |
| Перша Церква Християн Віри Євангельської | УЦХВЄ                   |                  | вул. Квітова, 19           |      |                   |

## Знищені храми
| Назва                                              | Конфесія | Роки існування | Розташування            | Фото | Короткі відомості |
| -------------------------------------------------- | -------- | -------------- | ----------------------- | ---- | --- |
| Костел єзуїтів                                     | РКЦ      | 1901-1945      | вул. Юліана Опільського |      | Нині на місці храму - магазин одягу «Галія» |
| Парафіяльний костел Матері Божої Неустанної Помочі | РКЦ      | 1904-1954      | бульвар Тараса Шевченка |      | Нині на місці храму - Центральний універмаг (бульвар Тараса Шевченка, 12) |
| Велика синагога                                    | Юдаїзм   | 1662-1944      | вул. Паращука           |      | Зараз на місці храму - художня майстерня (вул. Паращука, 2). Синагога перебувала трохи вище від нинішнього корпусу музичного училища. Ульріх фон Вердум в 1671 р. так відгукнувся про інтер'єр будівлі: «Такої гарної синагоги я ніде в Польщі не бачив». При синагозі була школа. Довколишні вулиці мали єврейські назви: Бабад (прізвище рабина), Старошкільна (в честь хедера при синагозі) і Барона Моріца Гірша (єврейський філантроп і засновник благодійного фонду). Під час нацистської окупації синагога була місцем масових тортур, а потім її спалили і зруйнували. |